# Karl Latschenberger
Karl Latschenberger (* 17. Oktober 1890 in Melbing, Gemeinde Zeillern; † 23. Jänner 1977 in Zeillern) war ein österreichischer Politiker (CSP) und Landwirt. Latschenberger war von 1932 bis 1938 Abgeordneter zum Landtag von Niederösterreich.
Latschenberger besuchte nach der Volksschule die Ackerbauschule in Tulln und übernahm 1919 die elterliche Landwirtschaft in Melbing. Zwischen 1922 und 1934 wirkte Latschenberger als Obmann der Bezirksbauernkammer Amstetten, zudem war er von 1927 bis 1938 sowie von 1945 bis 1965 Bezirksobmann des Bauernbundes. Latschenberger engagierte sich auch in der Lokalpolitik und hatte zwischen 1924 und 1938 sowie von 1945 bis 1955 das Amt des Vizebürgermeisters inne. Er war als Funktionär in verschiedenen landwirtschaftlichen Genossenschaften tätig und von 1945 bis 1963 Vorsitzender des Aufsichtsrates des Verbandes ländlicher Genossenschaften. Latschenberger vertrat die Christlichsoziale Partei zwischen dem 21. Mai 1932 und dem 30. Oktober 1934 im Niederösterreichischen Landtag und war während des Austrofaschismus zwischen dem 22. November 1934 und dem 12. März 1938 Vertreter der Land- und Forstwirtschaft im Ständischer Landtag von Niederösterreich.